# 빌러역
빌러역(독일어: Bahnhof Wiler)은 스위스 베른주에 있는 빌러 바이 우첸스토어프 지자체에 있는 기차역이다. BLS AG의 표준궤 졸로투른-랑나우선의 중간 정류장이다.

## 운행편
다음 서비스는 빌러에서 정차한다.
- 레기오/베른 S-반 S44 : 툰과 졸로투른 사이를 30분 간격으로 운행한다.